# Roos de Jong
Roos de Jong (Haarlem, 23 de agosto de 1993) é uma remadora neerlandesa, medalhista olímpica.

## Carreira
Roos de Jong conquistou a medalha de bronze nos Jogos Olímpicos de Verão de 2020 em Tóquio na prova de skiff duplo feminino, ao lado de Lisa Scheenaard, com o tempo de 6:45.73. Nos Jogos Olímpicos de Verão de 2024, em Paris, conquistou a medalha de prata na competição de skiff quádruplo feminino, ao lado de Laila Youssifou, Bente Paulis e Tessa Dullemans com o tempo de 6:19.70.